# Kleindietwil
Kleindietwil là một đô thị cũ thuộc huyện Oberaargau, bang Bern, Thụy Sĩ. Ngày 1 tháng 1 năm 2011, Kleindietwil được nhập vào Madiswil.